# Ralph Gonsalves
Ralph Everard Gonsalves (født 8. august 1946 i Colonarie) er en sanktvinsentisk politiker for Unity Labour Party (ULP), hvor han har været partileder siden 1988. Han har siden 2001 statsminister i Saint Vincent og Grenadinerne, en post han har genvundet i 2005 og 2010.

## Notater
1. ↑  Navnet er anført på bokmål og stammer fra Wikidata hvor navnet endnu ikke findes på dansk.
2. ↑  Navnet er anført på bokmål og stammer fra Wikidata hvor navnet endnu ikke findes på dansk.
3. ↑  Navnet er anført på engelsk og stammer fra Wikidata hvor navnet endnu ikke findes på dansk.
4. ↑  About the Prime Minister  Arkiveret 13. september 2011 hos  Wayback Machine, Office of the Prime Minister.
5. ↑  St Vincent and the Grenadines - Head of Government, Commonwealth Secretariat